# François Bégaudeau
François Bégaudeau (Vandea, Francia, 27 de abril de 1971) es un escritor francés.
Es conocido por coescribir y protagonizar Entre les murs (2008), una película basada en su novela de 2006 del mismo nombre . La película ganó la Palma de Oro en el Festival de Cine de Cannes de 2008 y recibió una nominación al Premio Oscar a la Mejor Película en Lengua Extranjera en 2009.

## Carrera
Bégaudeau publicó su primera novela, Jouer juste en 2003. En 2005, publicó Dans la diagonale y Un démocrate, Mick Jagger 1960-1969, un relato ficticio de la vida de Mick Jagger.  En 2006, su tercera novela titulada Entre les murs le valió el "Prix France Culture/Télérama" . 
Bégaudeau trabaja como crítico de cine para la versión francesa de Playboy, habiendo trabajado anteriormente para Cahiers du Cinéma. También fue colaborador habitual de varias revistas francesas, incluidas Inculte, Transfuge y So Foot. Desde 2006 es columnista de La Matinale y Le Cercle en Canal+ televisión.
Trabajó en el guion de Entre les murs (2008), película basada en su novela homónima de 2006, en colaboración con el director de la película Laurent Cantet . Bégaudeau también protagonizó la película, que ganó la Palma de Oro en el Festival de Cine de Cannes de 2008 . La película también obtuvo una nominación al Premio Oscar a la Mejor Película en Lengua Extranjera en 2009 , aunque finalmente perdió frente a Departures. La versión en inglés de Entre les murs fue publicada en abril de 2009 por Seven Stories Press bajo el título The Class.

## Filmografía

### Guionistas
- 2008 : Entre les murs  (con Laurent Cantet)
- 2011 : Sports de filles (consultante)
- 2014 : Max et Lenny (con Fred Nicolas)
- 2015 : Un Homme d'État (con Pierre Courrège)
- 2016 : Rupture pour tous de Éric Capitaine

### Director
- 2007 : Jacques (cortometraje)
- 2017 : N'importe qui, documental
- 2020 : Autonomes

### Actor
- 2008 : Entre les murs de Laurent Cantet
- 2016 : Rupture pour tous de Éric Capitaine : El psicólogo